# Pogonioefferia argyrosoma
Pogonioefferia argyrosoma là một loài ruồi trong họ Asilidae. Pogonioefferia argyrosoma được Hine miêu tả năm 1911. Loài này phân bố ở vùng Tân Bắc giới.